# مسا شرقی (آریزونا)
مسا شرقی (به انگلیسی: East Mesa) یک منطقهٔ مسکونی در ایالات متحده آمریکا است که در آریزونا واقع شده‌است. مسا شرقی ۴۴۸ متر بالاتر از سطح دریا واقع شده‌است.